# Trottinette électrique
Une trottinette électrique est un type de véhicule électrique de la forme d'une trottinette, équipé d'une batterie et d'un moteur électriques. D'un encombrement faible et permettant une intermodalité aisée, son usage se développe dans les grandes villes depuis la fin des années 2010. Ce développement s'accompagne de l'adoption de réglementations variant selon les pays : l'usage de la trottinette électrique dans l'espace public peut notamment être soumis à la réglementation des engins de déplacement personnel motorisés (EDPm), à celle des bicyclettes, être interdit ou à l'inverse non réglementé.

## Histoire

### Émergence de la terminologie
L'expression trottinette motorisée ne désigne pas une trottinette électrique.
En juin 1948, les journalistes Français confondent la notion francophone de trottinette motorisée et la notion anglophone de scooter. Toutefois, certains véhicules s'apparentent plus à un deux roues motorisés qu'à une trottinette électrique. Par exemple, l'article La trottinette motorisée conquiert l'Amérique concerne un véhicule de 6 chevaux, muni d'un siège, qui dépasse les cinquante kilomètres par heure et correspondrait plutôt à un véhicule de catégorie L selon les standards actuels.
En juillet 1950, un article intitulé Le prince Raynier de Monaco s'initie à la trottinette électrique clarifie le fait que ce concept correspond au concept moderne de Vespa ou de scooter, quand la notion de trottinette à moteur pour ce véhicule est antérieur d'une trentaine d'années, soit les années 1920.
D'autres sources vont dans ce sens: un journaliste un scooter (au sens de la langue française) peut être qualifié d'une sorte trottinette motorisée; ou un roman assimile une Indian à une trottinette motorisée.
L'expression trottinette électrique a également été utilisée à la même époque.

#### Période intermédiaire
Les premiers dessins des trottinettes motorisées ont été réalisés par Roland Puisset en 1967.[réf. nécessaire]
Le constructeur allemand Krupp a produit de 1919 à 1922 des trottinettes motorisées. Il a utilisé un brevet à l'origine américain[réf. nécessaire]. Arthur Hugo Cecil Gibson l'avait déposé le 27 décembre 1916.

#### Années 1980
Depuis la fin des années 1980, des progrès similaires réalisés sur les petits moteurs à essence (d'un poids d'un à deux kilogrammes) dans l'industrie des débroussailleuses ont permis d'adapter ces moteurs sur des trottinettes, et ont donné naissance à un nouveau sport en plein développement aux États-Unis. Cela inclut des courses de distance sur route, des courses sur circuit, des compétitions de saut acrobatique, et bien d'autres disciplines.[non pertinent]

### Période récente
À côté des modèles traditionnels fabriqués aux États-Unis[Lesquels ?], on trouve maintenant de plus en plus de modèles utilisant des technologies électriques (moteur roue, brushless, à courroie, etc.).
Les trottinettes légères sont bien adaptées au transport combiné. En France, les services publics reconnaissent leur utilisation en tant que jeu, leur autorisation selon le code des piétons et le principe de prudence.
C'est surtout à partir de 2017 que les trottinettes électriques se démocratisent réellement, notamment du fait de l'apparition de services de location, entraînant un véritable bouleversement de la mobilité et surtout de la circulation dans de nombreuses métropoles, en particulier européennes.
En 2020, en France, la Fédération des professionnels de la micro-mobilité compte 640 000 trottinettes électriques vendues (34 % en plus de 2019), contre seulement 7 100 monoroues (+ 30 %) seulement.

### Histoire actuelle
Le marché des trottinettes électriques est en pleine expansion. En 2022, on prévoit plus d'un million de ventes en France seulement, une augmentation impressionnante comparée aux 100 000 unités vendues en 2017. Cette popularité montre l'intérêt grandissant pour les solutions de mobilité urbaine et les véhicules électriques. Que ce soit pour les trajets quotidiens, pour éviter le trafic ou simplement pour profiter d’un moyen de locomotion pratique et rapide, les trottinettes séduisent de plus en plus d'utilisateurs, piétons comme cyclistes.
Les progrès en motorisation électrique au niveau des batteries électrochimiques plus légères, des moteurs à rendement amélioré, de l'électronique de commande, permettent actuellement de motoriser la trottinette pour en faire une aide efficace à la marche du piéton, réduisant notablement sa fatigue sur une longue distance lorsque l'état du sol le permet, c'est-à-dire faible déclivité et bon entretien du revêtement des trottoirs.
Ces trottinettes ont eu des succès dans des séries et des films pour la jeunesse (Volt, Linus et Boom…).

## Services de location sans station

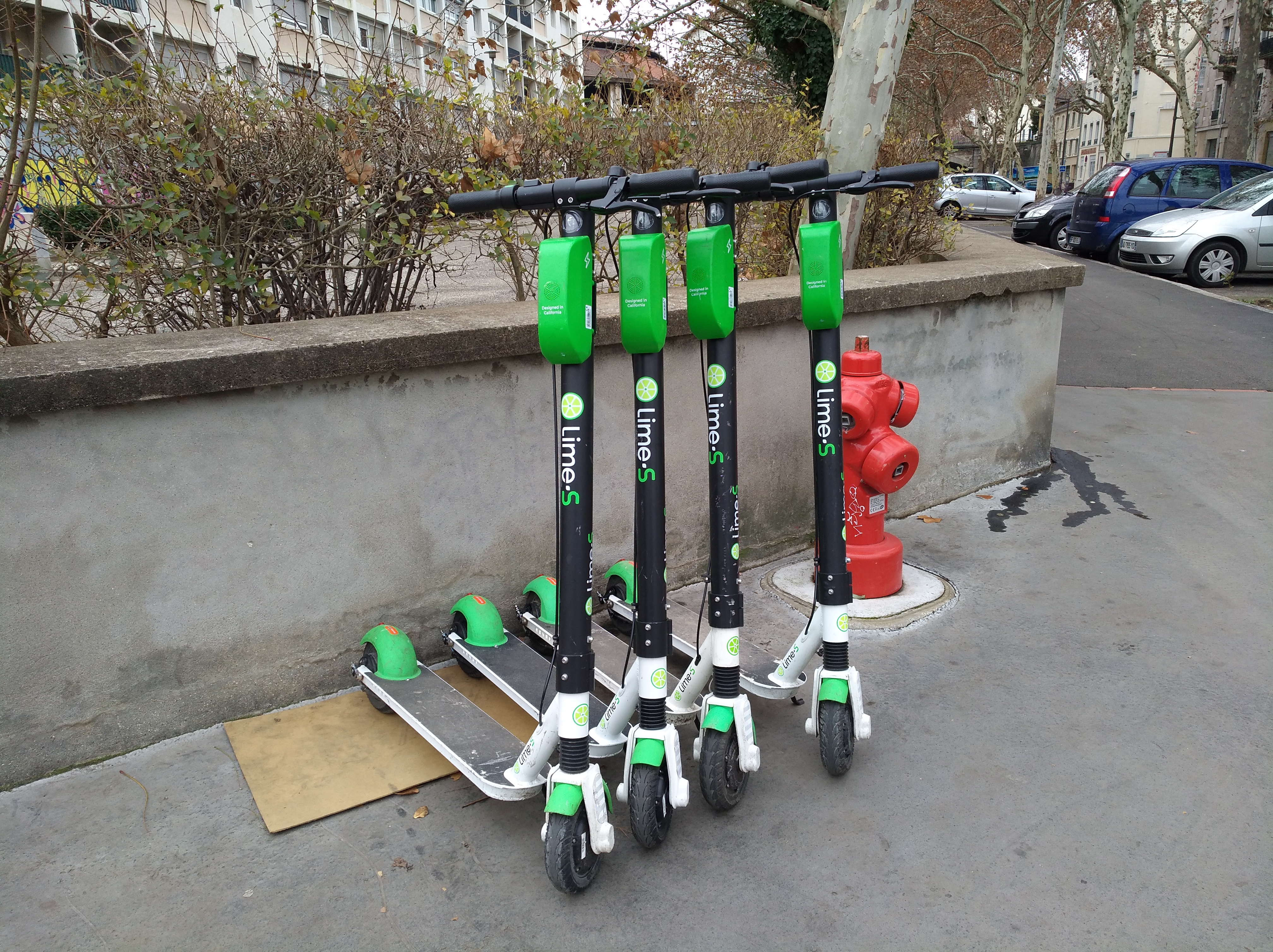
Trottinettes électriques en libre service à Lyon.

À partir de 2018, plusieurs marques de services de location de trottinettes électriques sans station ont fait leur apparition sur les trottoirs des grandes villes françaises, avec un certain succès auprès des utilisateurs mais sans aucun cadre légal. À la différence des systèmes de vélos en libre service, ces trottinettes ne sont pas liées à une station de stockage et sont mises en place et récupérées quotidiennement par l'entreprise gérant la flotte pour procéder aux rechargement des batteries. L'absence de station de stockage cause de nombreux problèmes (encombrement des trottoirs, dégradations…) et les villes réfléchissent à un moyen de réglementer leur utilisation. En effet, ce système entraîne des nuisances importantes et surtout un vandalisme considérable, avec des milliers de trottinettes (et leurs dangereuses batteries au lithium) noyées dans la Seine, le Rhône ou le Vieux-Port de Marseille, et de nombreuses épaves disloquées jonchant les trottoirs, écrasées par les voitures ou encombrant la voie publique
.
Le marché des trottinettes électriques est en pleine expansion. En 2022, on prévoit plus d'un million de ventes en France seulement, une augmentation impressionnante comparée aux 100 000 unités vendues en 2017. Cette popularité montre l'intérêt grandissant pour les solutions de mobilité urbaine et les véhicules électriques. Que ce soit pour les trajets quotidiens, pour éviter le trafic ou simplement pour profiter d’un moyen de locomotion pratique et rapide, les trottinettes séduisent de plus en plus d'utilisateurs, piétons comme cyclistes.
Le modèle économique de ces entreprises repose sur une bulle financière : les différents services de location opèrent en effet des prix attractifs, au prix d'énormes pertes financières (la durée de vie d'une trottinette électrique est estimée à moins de trois mois, alors qu'il en faudrait plus de quatre pour pouvoir commencer à envisager une rentabilité)[réf. nécessaire]. En conséquence, les différents services fonctionnent actuellement à perte grâce à des investisseurs puissants (Lime est détenu par Google, Ufo par Seat, Hive par BMW et Daimler, Jump par Uber, BlaBla Ride par BlaBlaCar), et chacune de ces marques attend que les autres abandonnent le marché pour empocher le monopole et pouvoir ensuite augmenter les prix (sur le modèle d'Uber pour les VTC). Au total, ce sont près de 1,5 milliard de dollars qui furent investis par toutes ces start-up. Il est estimé que le marché mondial de la location de trottinettes électriques représentera 40 à 50 milliards de dollars d'ici l'horizon 2025.

## Usagers
D'après une enquête de l'ADEME menée en 2019, en France certains profils d'usagers prédominent dans l'utilisation de trottinettes électriques, qu'elles soient à usage privé ou en location sans station. On y retrouve surtout un profil d'étudiants et de cadres aisés.
Les utilisateurs des trottinettes électriques en libre-service à Paris sont les habitants de la ville de Paris, les adultes et les enfants de plus de 12 ans, mais également des touristes. Les 18-24 ans représentent 50 % des utilisateurs.

## Réglementation par pays
La trottinette électrique est classée :
- comme un engin de déplacement personnel (Personal Mobility Devices) à Washington, D.C., et à Singapour ;
- comme un engin de déplacement assisté personnel électrique (Electric Personal Assistive Mobility Devices) à Atlanta ;
- comme une bicyclette en Autriche et en Nouvelle-Zélande.

### Europe
L'Irlande a légalisé la trottinette électrique en 2024, ce qui en fait l'une des réglementations les plus récentes et les plus modernes.
Sur 18 législations nationales comparées en 2020, trois pays présentaient un vide juridique : à cette date, les réglementations relatives à ces nouveaux moyens de transports n'avaient pas encore été créées. Les engins à moteur non homologués ne sont pas explicitement autorisés mais ne sont pas non plus interdits. Dans ces pays, les limitations de vitesse générales s'appliquent à tous les usagers, qu'ils soient véhiculés, cavaliers, ou autre (par exemple 30 km/h en zone piétonne, 50 km/h en agglomération). Les pays qui ont adopté une limitation de vitesse l'ont fixée à 20 km/h ou 25 km/h(20 pays) et pour plus de sécurité à 20 km/h (11 pays).
Attention ! Comme pour une location de vélo sans moteur, ou de raquettes, ou de skis, les responsabilités et les assurances incombent aux usagers-conducteurs non aux propriétaires-loueurs, soit le contraire des autres véhicules à moteur.
Ailleurs en Europe, le casque est obligatoire pour tous (adultes et enfants) en Bosnie-Herzégovine, en Moldavie (uniquement hors agglomération) ; jusqu'au 18e anniversaire en Lituanie, en Slovénie ; jusqu'à son 14e anniversaire en Islande,.
| règle                        | Autriche                  | Belgique | Tchéquie                  | Danemark | Allemagne | Grèce          | Finlande | France                    | Hongrie | Italie | Pays-Bas       | Norvège | Pologne | Portugal | Serbie         | Espagne                  | Suède                     | Suisse |
| ---------------------------- | ------------------------- | -------- | ------------------------- | -------- | --------- | -------------- | -------- | ------------------------- | ------- | ------ | -------------- | ------- | ------- | -------- | -------------- | ------------------------ | ------------------------- | ------ |
| Autorisée sur voie publique  | Oui                       | Oui      | Oui                       | Oui      | Oui       | Vide juridique | Oui      | Oui                       | Oui     | Oui    | Vide juridique | Oui     | Oui     | Oui      | Vide juridique | Oui                      | Oui                       | Oui    |
| Catégorie spécifique         | Oui                       | Oui      | Non                       | Non      | Oui       | Non            | Non      | Oui                       | NC      | Non    | Non            | Non     | Non     | Non      | Non            | Oui                      | Non                       | Non    |
| Limite d'âge                 | 12 ans                    | Non      | NC                        | Oui      | Oui       | Non            | Non      | 14 ans                    | Non     | 18 ans | Non            | Non     | Non     | Oui      | Non            | Non                      | Non                       | Oui    |
| Autorisée sur trottoir       | Non                       | Non      | Non                       | Non      | Non       | Non            | Oui      | Non                       | Non     | Non    | Non            | Non     | Non     | Non      | Non            | Non                      | Oui                       | Non    |
| Autorisée sur piste cyclable | Oui                       | Oui      | Oui                       | Oui      | Oui       | Non            | Oui      | Oui                       | NC      | Oui    | Non            | Non     | Oui     | Oui      | Non            | NC                       | Oui                       | Oui    |
| Vitesse limitée              | Oui                       | Oui      | Oui                       | Oui      | Oui       | Oui            | Oui      | Oui                       | Non     | Oui    | Oui            | Oui     | Oui     | NC       | Oui            | Oui                      | Oui                       | Oui    |
| Assurance obligatoire        | Non                       | Non      | Non                       | Non      | Oui       | Non            | Non      | Oui                       | Non     | Non    | Non            | Non     | Non     | Non      | Non            | Non                      | Non                       | Non    |
| Casque obligatoire           | Jusqu'au 12e anniversaire | Non      | Jusqu'au 18e anniversaire | Non      | Non       | Non            | Non      | Jusqu'au 12e anniversaire | Non     | Non    | Non            | Non     | Non     | Non      | Non            | Jusqu'au 6e anniversaire | Jusqu'au 15e anniversaire | Non    |

Depuis 2023, en Europe, en dehors de la circulation routière, divers  véhicules comme les vélos électriques, les trottinettes électriques et autres dispositifs de mobilité personnelle qui ne sont pas soumis à la réception UE par type relèvent du règlement du 14 juin 2023 sur les machines,.

#### Belgique
Le code de la route belge impose aux trottinettes électriques de ne pas dépasser la vitesse de 18 km/h par construction pour pouvoir rouler sur la chaussée et de ne pas dépasser l'allure du pas sur les trottoirs. Le stationnement est interdit dans les zones rouges et le port du casque n'est pas obligatoire.
L'amende en cas d'excès de vitesse est de 58 €.
Depuis le 1er juillet 2022, l'âge minimal est de 16 ans et la circulation sur les trottoirs est interdite.

#### Danemark
Depuis le premier janvier 2022, le port du casque est obligatoire.

#### Espagne
La réglementation ancienne existait avant la réglementation de 2024:
À Madrid, en raison des très nombreux accidents survenu dans la province de la capitale, la réglementation est la suivante :
- les usagers âgés d'au moins 15 ans peuvent les utiliser en solo ;
- en dessous de 15 ans l'usager doit être accompagné ;
- vitesse limitée à 90 km/h ;
- port du casque obligatoire pour les moins de 16 ans (amende de 90 €) ;
- port d'écouteurs sanctionné de 90 € ;
- interdiction de circuler sur les voies de bus et les trottoirs par nature réservés aux piétons ;
- stationnement hors zone réservée : 100 €[28].

En 2024, la réglementation espagnole change. Les trottinettes sont alors considérées comme des véhicules à part entière.
Les trottinettes doivent être homologuées si elles ont été vendues après le 22 janvier 2024. Toutefois, les trottinettes vendues avant le 22 janvier 2024 peuvent être utilisées jusqu'au 22 janvier 2027.
La circulation est autorisée sur les pistes cyclables, sur la chaussée en l'absence de piste cyclable, mais est interdite sur les grandes voies, les routes interurbaines et les différents types de routes autoroutières.
La conduite de trottinette sous l'emprise d'alcool est punissable d'une amende de 1000 euros. D'autres infractions sont moindrement pénalisés, par exemple l'amende de 200 euros peut concerner les passages piétons, l'éclairage ou l'usage de téléphone mobile, avec possible perte de points sur le permis de conduire.

#### France
En France, l'article R311-1 du Code de la route définit la catégorie Engin de déplacement personnel motorisé à laquelle appartient la trottinette électrique, depuis le décret no 2019-1082 du 23 octobre 2019 relatif à la réglementation des engins de déplacement personnel qui fait entrer les trottinettes dans le Code de la route le 26 octobre 2019.

« Engin de déplacement personnel motorisé : véhicule sans place assise, conçu et construit pour le déplacement d'une seule personne et dépourvu de tout aménagement destiné au transport de marchandises, équipé d'un moteur non thermique ou d'une assistance non thermique et dont la vitesse maximale par construction est supérieure à 6 km/h et ne dépasse pas 25 km/h. […] »

— article R311-1 du Code de la route (version en vigueur depuis le 16 janvier 2022).
Ainsi, selon la police du Bas-Rhin, le code de la route s’applique à tous les modes de déplacement.

##### Avant 2019 en France
Avant la loi de 2019 un flou juridique existait: légalement et en théorie: seules les trottinettes homologuées, c'est-à-dire réceptionnées avec carte grise auraient été licites sur les voies partagées avec d'autres véhicules motorisés.
Avant la législation de 2019, en théorie, seules les trottinettes à moteur ne pouvant circuler à une vitesse supérieure ou égale à 6 km/h sont autorisées sur le trottoir (le conducteur est dans ce cas considéré comme piéton).

##### Indemnisation et assurance en France
Les juges assimilent les trottinettes électriques à des véhicules à moteur et non à des vélos. La loi du 5 juillet 1985 dite loi Badinter s'applique à son conducteur qui doit indemniser sa victime en cas d'accident. Ainsi, seule la partie responsabilité civile de l'assurance est obligatoire pour indemniser les dommages corporels et matériels causés au tiers.
Suivant l'assurance, le contrat responsabilité civile peut ne couvrir que les dommages au tiers sans couvrir les dommages corporels du conducteur assuré.
L'absence d'assurance constitue un délit (article L. 324-2) du code de la route, puni de 3 750 € d’amende. En cas d'accident, en plus de ses propres pertes, le responsable non assuré devra assumer lui-même — c'est-à-dire à ses propres frais — les indemnisations des victimes, dont le montant peut être très élevé en cas de dommages corporels graves ou de décès. Le fonds de garantie des victimes (FGAO) démarrerait les paiements mais se retournerait contre le conducteur qui devrait payer éventuellement toute sa vie. Tenter de fuir serait un délit de fuite avec une amende encore plus lourde et une peine de prison.
Depuis 2018, plus de 1 096 victimes d’accidents de la circulation causés par des EDPM ont demandé une indemnisation. 479 victimes présentent des dommages corporels; la trottinette électrique est responsable dans 97 % des cas.
L'assurance est obligatoire pour les trottinettes électriques (et leurs usagers) même avec un service de location ou de libre-service: le conducteur doit détenir une assurance responsabilité civile.
D'après Le Dauphiné, le véhicule doit être assuré par une carte verte, mais l'assurance n'est pas valable en cas de débridage.

##### Réglementation française de l'usage
La limitation de vitesse est de 20 km/h en zone de rencontre.
Les conditions de circulation des conducteurs d'EDPm sont fixées par l'article R412-43-1 qui permet à l'autorité investie du pouvoir de police de la circulation d'y déroger :
- en agglomération munie de pistes cyclables, sur les bandes ou pistes cyclables. Lorsque la chaussée est bordée de chaque côté par une piste cyclable, ils doivent emprunter celle ouverte à droite de la route, dans le sens de la circulation ;
- en agglomération démunie de pistes cyclables : sur les routes dont la vitesse maximale autorisée ne dépasse pas 50 km/h, sur les aires piétonnes, sur les accotements équipés d'un revêtement routier ;
- hors agglomération, les EDPm sont en principe interdits sur les voies limitées à plus de 50 km/h sauf sur les voies vertes et les pistes cyclables ;
- le maire peut autoriser la circulation des EDPm limités à 25 km/h sur des routes limitées à moins de 80 km/h auquel cas le conducteur doit être muni d'un casque, d'un gilet de haute visibilité, un dispositif d'éclairage complémentaire non éblouissant, avec les feux de position de son engin allumés ;
- la conduite de front est interdite, ce qui revient à une conduite en file indienne obligatoire.

L'utilisation de trottinette par des enfants est encadrée : l'enfant doit avoir au moins 14 ans (article R412-43-3).
En cas de mauvaises conditions de visibilité et notamment la nuit, le port d'un gilet réfléchissant pour tous est obligatoire (article R412-43-3).
Le transport de passager est interdit sur une trottinette (Article R412-43-3, contraventions de deuxième classe)

##### Amendes de contravention
Les amendes forfaitaires pour contravention peuvent aller de 35 € (2e classe) à 1 500 € (5e classe) selon la nature de l'infraction :
- 35 € d’amende pour contravention de 2e classe (exemple : transport d'un passager) ;
- 135 € d’amende pour contravention de 4e classe ;
- 1 500 € d’amende pour contravention de 5e classe[41] (exemple : véhicule pouvant dépasser 25 km/h).

L'infraction aux règles de circulation générale est une contravention de deuxième classe, soit 35 €. Cela peut notamment inclure des infractions liés à l'âge, à la présence d'un passager, au port d'écouteur, au défaut de gilet haute visibilité lorsqu'il est obligatoire ou aux véhicules (avertisseur sonore, phare, feu, catadioptre, ou frein manquant).
Le port d'écouteurs est interdit comme pour les cyclistes, sous peine d'amende de 135 €, ou de 35 €, selon la source.
L'amende est de 35 € (2e classe) en cas de circulation sur un trottoir ou de 135 €, selon la source.
La circulation avec un véhicule pouvant dépasser 25 km/h peut-être sanctionnée par une amende de 5e classe d'un montant de 1 500 €, ou de 35 €[réf. non conforme], selon la source.
L'amende de défaut d'assurance peut aller de 500 à 3 750 €.

##### Réglementation française de la trottinette
Depuis le décret de 2019 assimilant les trottinettes électriques limitées par construction à 25 km/h à des EDPM, la carte grise n'est plus requise pour ces véhicules. Toutes les autres trottinettes à moteur sont interdites sur la voie publique. Seuls les véhicules pouvant dépasser 25 km/h sont légalement assimilés à des cyclomoteurs (deux roues de classe L1e-a et L1e-b).
Depuis 2019, aucune plaque d'immatriculation n'est requise pour une trottinette électrique répondant aux normes des engins de déplacement personnel motorisés, selon l'article R317-14-1.
Depuis le 1er juillet 2020, les aspects technologiques du décret de 2019 sont en vigueur: les trottinettes électriques doivent être dotées de feux de position avant et arrière (ainsi que de catadioptres blanches à l'avant, rouges à l'arrière et orange sur les côtés), d'un avertisseur sonore (audible à 50 mètres) et d'un système de frein efficace.

##### Réglementation du marché des trottinettes électriques en libre-service en France
La redevance sur le nombre de flottes de trottinettes électriques en libre-service à Paris est entrée en vigueur en avril 2019. En effet, la mairie de Paris souhaitait réguler le nombre de trottinettes électriques en circulation afin de ne pas atteindre 40 000 engins dans la capitale en 2020. La municipalité recherchait à limiter le nombre d’engins à 15 000 dans la ville soit 5 000 par opérateur. La redevance dépend donc de la quantité de trottinettes électriques par entreprise. Une entreprise qui possède moins de 500 trottinettes devra payer 50 € par engin à l’année. Quant aux entreprises de plus de 3 000 trottinettes, le prix passe à 65 € par engin à l’année. Cela a pour but de faire réfléchir les entreprises avant de déployer d’énormes flottes dans la ville. En avril 2019, cette redevance concernait les douze opérateurs mais trois mois plus tard, à la suite de l’appel à la candidature, seulement trois entreprises ont obtenu le droit de déployer des flottes sur Paris. Ainsi les recettes de cette redevance financent les 2 500 zones de stationnement sur lesquelles les utilisateurs doivent garer les trottinettes, cela met fin au free-floating c’est-à-dire le dépôt des engins dans n’importe quel endroit de la ville.
D’autres régulateurs influent sur ce marché des trottinettes électriques en libre-service. La loi d’orientation des mobilités (LOM), datant de décembre 2019 impose aux entreprises de demander l’autorisation à la mairie concernée du déploiement de flotte. Elles sont alors soumises à la redevance.
En avril 2023, les Parisiens ont plébiscité à 89 % pour interdire les trottinettes électriques en libre-service. La presse qualifie ce vote d'« écrasante majorité »,, bien que l'opposition, notamment par la voix de Paul Hatte, conseiller de Paris, souligne que "personne n'était au courant de cette votation". La maire Anne Hidalgo estime que le sujet « est clivant »[réf. nécessaire], c'est-à-dire que chacun a un avis tranché et sans nuance.

#### République d'Irlande
La trottinette électrique est légalisée en 2024 en république d'Irlande, avec une limité à 20 kilomètre par heure et à 25 kilogrammes. La réglementation de cet engin à deux roues est similaire à la réglementation d'une bicyclette avec une lumière  l'avant et une à l'arrière et avec deux système de freinage indépendant pour l'avant et pour l'arrière,.
L'utilisation est limitée à une personne par trottinette ce qui interdit l'utilisation simultanée par deux personne d'une même trottinette. L'âge minimum de conduite est de 16 ans,.
La réglementation de république d’Irlande s'appelle le « road traffic (electric scooters) regulations 2024 ».

#### Irlande du Nord et Grande-Bretagne
En Irlande du Nord et en Grande-Bretagne, l'absence d'assurance peut être sanctionnée d'une amende dont le montant peut être de 300 livres sterling et du retrait de six points du permis de conduire, mais cela dépend de la région.
Des expérimentations sont menées dans certaines villes. Un permis de conduire et une assurance sont requis.

#### Pays-Bas
L'utilisation de trottinette électrique reste illicite depuis un incident mortel d'electric cart en 2018.

#### Suisse
En Suisse, les règles de base sont, :
- comme les cyclistes, circuler sur les pistes et bandes cyclables ou sur la route (pas sur le trottoir et dans les zones piétonnes) ;
- l’âge minimum est de 14 ans et les personnes de moins de 16 ans doivent avoir un permis de cyclomoteur (permis M) ;
- la vitesse maximale est de 20 km/h ;
- la puissance maximale est de 500 W ;
- une seule personne par trottinette.

### Amérique

#### États-Unis
Plusieurs compagnies très puissantes se partagent le marché américain, comme Lime (propriété de Google) et Bird. Leur irruption brutale et parfois chaotique à partir de 2017 a entraîné leur interdiction pure et simple dans certaines municipalités, comme à San Francisco.

#### Québec
Depuis juillet 2023, il est maintenant permis de circuler en trottinette électrique sur les routes du Québec dont la vitesse maximale ne dépasse pas 50 km/h. Il est également permis de circuler sur les pistes cyclables. Les usagers doivent être âgés d'au moins 18 ans (ou de posséder un permis qui autorise la conduite d’un cyclomoteur tout en étant âgé d’au moins 16 ans), doivent porter un casque, ne pas utiliser de téléphone cellulaire ni d'écouteur. Il s'agit d'un décret modifiant le Code de la sécurité routière du Québec qui est valide pour trois ans.
Sur le site de la SAAQ, on mentionne plutôt que l'usager doit avoir au minimum 14 ans.

## Incidences sur l'environnement et le climat
Les données concernant les incidences environnementales de la trottinette électrique (apparue à l’été 2018 en France) manquent notamment, à cause d'un manque de transparence des opérateurs sur leurs données d’impact environnemental, sur la durée de vie réelle des engins, leur gestion en fin de vie et la performance carbone des flottes. Cette opacité nuit à l’évaluation précise des bénéfices climatiques des services partagés, ce qui explique que peu d'études scientifiques réussissent à les évaluer avec précision : l'empreinte carbone de la trotinette varie de 50 à 250 gCO2eq/km selon les études, avec des différences notamment dues à la durée de vie des appareils, du recyclage qui en est fait et du mix énergétique du pays où la trottinette est  rechargées.
Pour mesurer ses bénéfices environnementaux des trottinettes, il est important de comprendre quels types de reports modaux elle permet. À Paris, seuls 19 % des trajets faits en trottinettes électriques auraient autrement été effectués par un mode de transport motorisé. Pour les 81 % restants, les usagers auraient plutôt pris les transports en commun, ou ils auraient eu recours à la marche. Par comparaison, les émissions de gaz à effet de serre à Paris sont de 3,8 gCO2eq/km pour le métro, de 6,2 gCO2eq/km pour les RER et les Transiliens, de 3,4 gCO2eq/km pour les tramways et de 104 gCO2eq/km pour les bus.
Un règlement européen 2023 favorise le recyclage des batteries électriques, avec l'élargissement de l'obligation de recyclage des batteries aux moyens de transport légers, dont les vélos et les trottinettes électriques. Parallèlement, de nombreuses initiatives sont lancées pour développer la filière du recyclage des batteries électriques, principalement par des acteurs privés avec le soutien des pouvoirs publics.
Selon la chercheuse Anne de Bortoli (2023) : à Paris, la trottinette électrique partagée a une empreinte carbone en baisse, et intermédiaire par rapport aux autres modes de transport urbains. Les premières trottinettes partagées avaient une empreinte carbone de 109 gCO₂eq/km (trois fois moindre qu'un taxi, mais dix fois celle d'un vélo personnel. Depuis 2020, les opérateurs ont amélioré la conception, la longévité et la gestion de flotte de leurs engins (véhicules utilitaires électriques, batteries amovibles), réduisant leur impact à environ 60 gCO₂eq/km. Les trottinettes personnelles ont une empreinte encore plus faible (12 gCO₂eq/km environ, comparable à celle du vélo personnel, du métro et du RER et loin devant le bus diesel (120 gCO₂eq/pkm), la voiture personnelle (200 gCO₂eq/pkm) et le taxi (300 gCO₂eq/pkm).
Une problématique majeure réside dans le report modal induit par les trottinettes partagées : en 2019, seulement 7 % des trajets remplaçaient des déplacements en voiture ou taxi, contre 22 % depuis des modes peu carbonés (marche, vélo) et 60 % depuis les transports en commun (métro, RER). Ce phénomène a engendré un surplus de 13 000 tonnes de CO₂eq sur l'année 2019, soit une augmentation marginale de  0,015 % du bilan carbone global de Paris. Les trottinettes ont un meilleur bilan en termes de réduction nette des émissions de GES, permettant vers 2023 une économie de 7 400 tonnes de CO₂eq par an à Paris (en comparaison à une situation sans leur usage).

## Sécurité routière

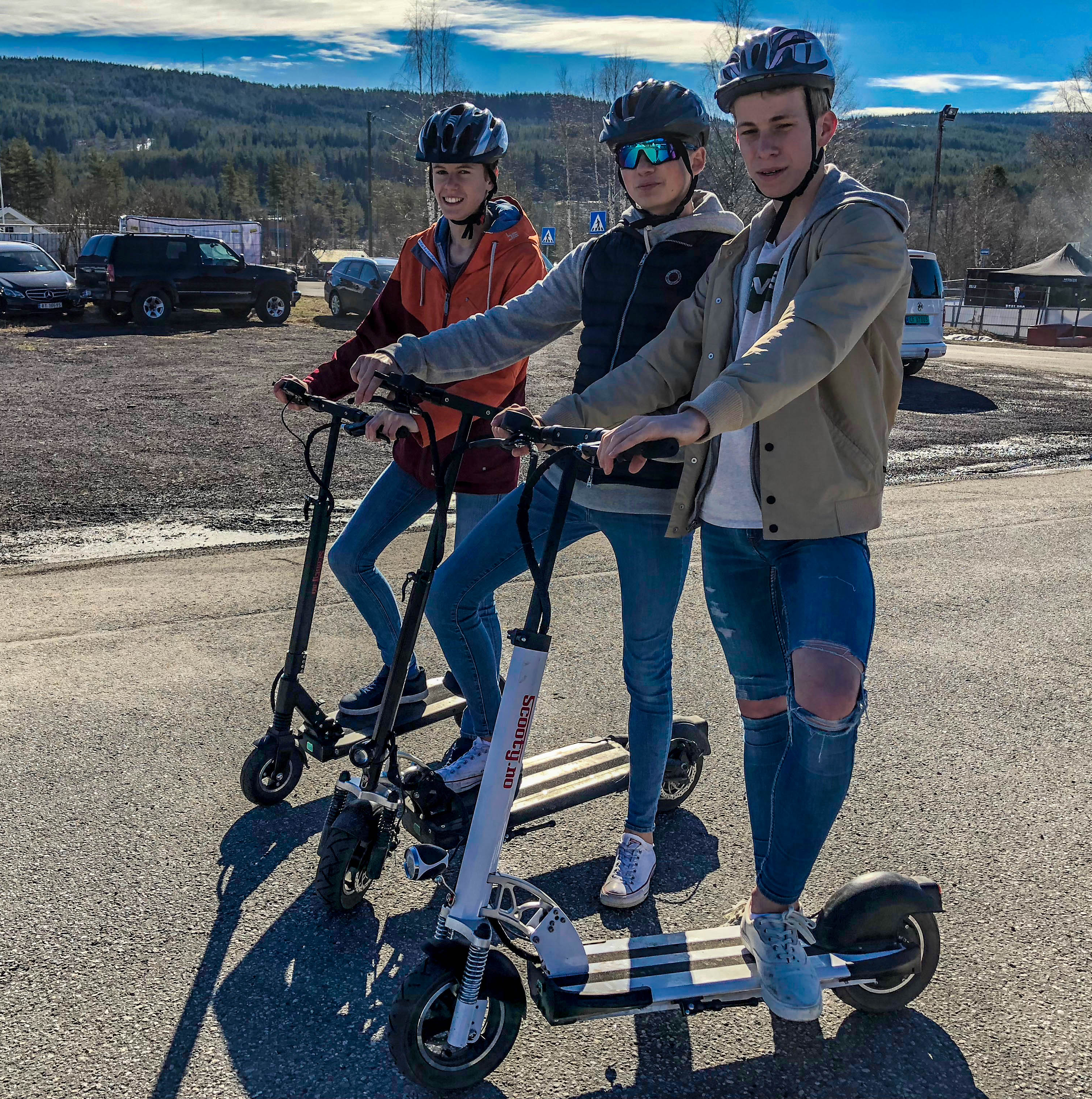
Utilisateurs casqués

En France, les trottinette électrique ont un taux d'accident supérieur aux VAE, mais « (...) La propension globale aux comportements de conduite à risque est équivalente parmi les différents types de véhicules non carrossés (VNC) (...) Il n’y a pas plus d’accidents corporels rapportés de gravité plus ou moins élevée avec un type de VNC (véhicule non carrossée) plutôt qu’un autre ». Concernant le registre psychosocial, la vulnérabilité, et potentiellement la dangerosité des usagers de trottinettes électriques ; selon la même étude : « Il est apparu que les utilisateurs de trottinettes électriques sont les plus jeunes, les moins formés et les plus enclins à la recherche sensation, ce qui induirait un lien de cause à effet avec leur risque puisque ils sont aussi ceux qui rapportent le plus d’accidents. De surcroit, l’expérience en termes d’ancienneté avec ce mode de déplacement ne les protège pas puisque les plus expérimentés d’entre eux (plus de 3 années d’utilisation) rapportent encore plus de nombre d’accidents ayant nécessité des examens ou soins au cours des 3 dernières années. Pour autant, ces utilisateurs ne rapportent pas de fréquence de comportements d’erreurs et de distractions à la conduite supérieure à celle des autres utilisateurs de véhicules non carrossés ». « On aurait pu s’attendre à ce que cela soit au contraire le cas puisqu’on a vu que cette mesure à la propension au risque est par ailleurs positivement corrélée à la recherche de sensation. C’est dire alors que la même fréquence d’erreurs et de distractions des cyclistes dont ceux en VAE est vraisemblablement déterminée par d’autres facteurs psychosociaux de profils que ceux de l’âge, de la recherche sensation ou de formation à la conduite. Par exemple, selon résultats du projetCOCY (DSR-2021) la recherche d’efficacité par le gain de temps est associée à une prise de risque ».
Comme cela a été montré par la littérature scientifique pour tous les autres modes de transport, les personnes en recherche de sensations sont des profils à risque particulier, tout comme celles qui ont une propension aux erreurs et à la distraction.
Les distributions d'accidentés sont supérieures chez les usagers de trottinettes électriques par rapport aux VAE.
Les piétons et les cyclistes se sentent plus en sécurité lorsque les trottinettes roulent à une vitesse de 15 km/h et dépassent à 10 km/h. Toutefois, certains utilisateurs de trottinettes électriques n'aiment pas pratiquer ces vitesses en raison de l'instabilité typique d'un engin à petites roues à ces vitesses, et préfèrent pratiquent une vitesse de 25 km/h plus insécurisante pour les piétons et les cyclistes.
A Paris, la vitesse est limitée à 10 km/h. Ailleurs, un mouvement de réduction de la vitesse est enclenché, notamment pour réduire la vitesse de 25 km/h à 20 km/h. En effet, sous l'effet de l'énergie cinétique une réduction de vitesse de 20% réduit l'énergie cinétique de 35%,.

## Accident

### Effets
En pus de la mortalité, les accidents de trottinette électrique ont des effets crâniens et des effets sur les membres supérieurs.
Les blessures à la tête représentent un tiers des blessures. Ces blessures sont aggravées par le non-port du casque.
En France, en 2021, les chiffres estiment que 2500 EDPm ont été blessés à la tête.
En France, en 2021, les chiffres estiment que 5500 EDPm ont été blessés aux membres supérieurs.
En France, en 2021, les chiffres estiment que 4500 EDPm ont été blessés aux membres inférieurs.
Pour la Grande-Bretagne, le Royaume-Uni publie un décompte détaillé par type de blessure, pour les 66% des accidents présent dans la base de donnée CRASH.

### Lieux
La moitié des accidents surviennent sur la chaussée routière. Les autres accidents surviennent sur les trottoirs et voies cyclables.

### Causes françaises
Différentes causes ont été observées, notamment dans le non-respect de la réglementation. Il s'agit surtout d' excès de vitesse et de circulation sur les trottoirs.
- Les trois quarts des accidents sont une chute isolée, c'est-à-dire sans tiers impliqué. Ces accidents en solo peuvent être causés par une perte du contrôle de l’engin, un défaut d’attention (téléphone portable)), la conduite d’une main, un manque d’expérience, la vitesse excessive, ou un obstacle.
- Environ un tiers des accidents sont initiés par un événement imprévu tel qu'un un obstacle.
- Environ un cinquième des accidents sont liés à une infrastructures ( chaussée et pistes cyclables) non adaptée à la trottinette.

L'instabilité intrinsèque d'un engin à petites roues est également un facteur contributeur à l'accident.

#### Comportements mortels
En France, en 2021, parmi les tués sont comptés 87% de non-casqués, et 41% de positifs à l'alcool.

### Causes belges
En Belgique, Vias a ventilé les accidents en catégories:
| Ident. | Description | Nombre |
| ------ | --- | ------ |
| 1A     | Accidents unilatéraux par cause externe.                                                                                  | 10     |
| 1B     | Accidents unilatéraux par facteur humain.                                                                                 | 13     |
| 2A     | Une trottinette traversant un croisement se fait bloquer par un véhicule tournant sur sa droite.                          | 12     |
| 2B     | Un des deux usagers enfreint les règles de priorité en se croisant.                                                       | 14     |
| 2C     | Une voiture tente de doubler une trottinette qui tourne soudainement à gauche.                                            | 3      |
| 3      | Une trottinette génère une situation dangereuse en traversant un passage pour piéton avec suspicion de vitesse excessive. | 11     |
| 4      | Collision entre une trottinette et un autre usager faible.                                                                | 9      |
| 5      | Collision entre une trottinette et la portière ouverte d’un véhicule garé / une personne entrant dans un véhicule garé.   | 4      |
| 6      | Un véhicule rejoignant ou quittant un emplacement de parking percute une trottinette.                                     | 6      |
| 7      | Une trottinette est frôlée latéralement par un autre véhicule qui la double.                                              | 5      |
| 8      | Collision frontale entre une trottinette et un autre véhicule dans un sens unique limité                                  | 3      |
| /      | Autres. | 10     |

## Accidentalité routière
En Europe, le France compte un plus grand nombre de tués et un plus grand nombre de blessés que chacun des pays suivants: Grande-Bretagne, Espagne et Belgique.
Toutefois, tous les accidents de trottinettes ne sont pas reportés dans les statistiques, car certains accidents se font en solo, sans véhicule tiers.

### Statistiques en France
En France, selon les données du Bulletin d'analyse accidents corporels (BAAC), le nombre de tués par années sur la période 2019-2022 est 10, 7, 24 et 34 (provisoire).
En France, selon les données du BAAC, le nombre de blessés grave — c'est-à-dire M-AIS-3 (AIS pour Abbreviated Injury Scale (en)) — sur la période 2018-2022 est estimé à 20, 158, 211, 413, 570.
En France, 10 usagers d'EDPm (trottinette électrique) sont morts en 2019, 7 en 2020, et 24 en 2021.

« En 2020, 870 accidents corporels impliquant un Engin de Déplacement Personnel motorisé (EDPm) ont été enregistrés par les forces de l'ordre. Cette catégorie inclut les trottinettes électriques, […] Ces accidents ont provoqué la mort de 7 usagers d'EDP motorisé, et engendré 774 blessés parmi les usagers d'EDP et 157 parmi les autres modes (piéton, cycliste, 2RM et automobilistes). »

— lire en ligne
En aout 2022, la France compte treize personnes tuées depuis le début de l'année, mais pour l'année complète le chiffre provisoire est de 34 tués.
En France, le nombre de blessés est multiplié par 2,71 pendant la période allant de juillet 2021 à juin 2022, par rapport à 2019.

### Statistiques en Belgique
La Belgique compte 49, 96, et 296 accidents corporels de trottinette électrique aux premiers trimestres 2020, 2021 et 2022.
À Bruxelles, les accidents de trottinette documentés au service des urgences de l'hôpital Saint-Pierre sont deux fois plus nombreux que les accidents de bicyclette. L’alcool semble impliqué dans une grande partie des accidents. En effet 34 % des blessés arrivent aux urgences alcoolisés. Les blessures provoquées par ces accidents peuvent notamment concerner : des traumatismes crâniens, des lésions à la colonne vertébrale, ainsi que des fractures des membres supérieurs, notamment les coudes ou les poignets.

### Statistiques en Grande-Bretagne
Au premier semestre 2021, Londres compte 258 collisions contre neuf en 2018[réf. non conforme].
D'après les données britanniques définitives, le nombre de collisions de trottinettes électriques a augmenté, passant de 1352 en 2021 à 1402 collisions en 2022. Sur ces collisions de trottinettes électriques, 341 sont des collisions en solo en 2022, et 324 en 2021.
Les collisions de trottinette ont blessé 1492 personnes contre 1434 en 2021, dont 1 149 usagers de trottinettes contre 1102 en 2021. Les trottinettes électriques ont tué 12 personnes dont 11 conducteurs de trottinettes contre 10 en 2021. Le nombre de personnes blessées est estimé à 440 blessés sérieusement et 1040 blessés légèrement en collisions contre 418 et 1006 respectivement en 2021.
Les quatre régions qui comptent le plus de blessés sont "Metropolitan Police": 25%, Avon and Somerset: 8% et West Midlands: 8% et Hampshire: 6%. Ces 4 régions concentrent 47% des blessés.

### Statistiques en Australie
En Australie, les accidents concernent un utilisateur sur dix, dont la moitié avec des blessures. Les blessures sont sous-reportées. Elles concernent notamment des personnes alcoolisées de genre masculin.

### Statistiques en Espagne
À Barcelone, 70 accidents se sont produits au mois de septembre [Quand ?].
En 2022, sont comptés 299 sinistres dramatiques en Espagne dont 12 mortels.

### Exemples détaillés d'accidents mortels
En juin 2019, a eu lieu le premier accident mortel pour un conducteur de trottinette électrique à Paris, dans lequel un homme de 25 ans est mort percuté par un camion auquel il avait refusé la priorité. En avril 2019, un piéton âgé avait été percuté par une trottinette à Levallois-Perret et n'avait pas survécu au choc,. Le 12 juillet 2019 survient le premier accident mortel au Royaume-Uni : l'influenceuse Emily Hartridge meurt percutée par un poids lourd.
Le 29 juin 2022, sur la promenade des Anglais à Nice, un enfant de 5 ans marchant avec sa mère est heurté par une trottinette électrique roulant à vitesse excessive. Grièvement blessé, il meurt le lendemain. La trottinette est bridée à 25 km/h, mais les premiers éléments de l'enquête attribuent l'accident à la vitesse excessive du conducteur, et à sa non détection de l'enfant masqué par du mobilier urbain. En réaction à cet accident, la maire de la ville, Christian Estrosi, voudrait interdire les trottinettes électriques sur les pistes cyclables ce que la législation française ne permet pas. Il demande également un législation très ferme sur l'usage de ces équipements.
Le 22 août 2022, à Lyon, un couple de deux adolescents non casqués circulent sur une même trottinette électrique sur une voie de bus. Lorsqu'une ambulance privée active sa sirène deux-tons, le conducteur de la trottinette est surpris et réalise un écart « avant de se faire renverser ». Le conducteur et le passager de la trottinette sont victimes d'une collision avec l'ambulance. Le parebrise est endommagé. Les deux adolescents meurent le jour même,.

### Exemples détaillés d'incidents non mortels
Le 7 juillet 2024, une batterie de trottinette électrique explose dans une boîte de nuit à Paris, faisant plusieurs blessés dû aux inhalations de fumée épaisse[source secondaire souhaitée][pertinence contestée].

## Débridage
Le bridage permet à l'utilisateur de maintenir une vitesse conforme à la loi du pays où la trottinette est vendue. En France, cette vitesse maximale est de 25 km/h.
D'après la loi, le débridage ne doit pas être « trop » facile d'accès ; ceci signifie que le débridage nécessite des actions volontaires réalisées en conscience.

« Il convient de rappeler que le code de la route prévoit que les EDPM doivent avoir une vitesse maximale par construction (la vitesse est limitée dès la conception) ne dépassant pas 25 km/h et sanctionne le fait d’utiliser des engins ne respectant pas cette limitation de vitesse (cf. art. R. 321-4-2 et R. 317-23-1 du code de la route). Les pratiques de débridage sont en outre explicitement interdites, que ce soit pour les utilisateurs ou pour les professionnels, ces derniers ne devant pas non plus inciter les consommateurs au débridage »

— « Contrôle des machines », sur economie.gouv.fr, 1er février 2022.
En France, la promotion des dispositifs de débridage est interdite.
Le débridage peut avoir plusieurs conséquences : amende de 1 500 €, saisie du véhicule, non couverture par les assurances (dégâts ou blessures commises sur un tiers ou concernant le conducteur).

## Recommandation
L'ETSC recommande aux autorités de limiter l'utilisation des trottinettes aux zones à 30 km/h, et de ne les autoriser sur les routes à 50 km/h que si l'infrastructure est séparée du trafic motorisé.

## Marché
Le marché de la trottinette électrique est attendu à 651,90 millions d'euros en 2022 en Europe, pour un nombre attendu d'utilisateurs estimé à 55,5 millions en 2026.
La France est le premier marché européen avec 900 000 engins vendus en 2021, pour 310 million d'euros de vente pour les particuliers.
En France, les trottinettes électriques sont privilégiées sur les vélo par les personnes sans permis ou avec une AASR1 ou une AASR2, alors que les détenteurs d'un code de la route ou d'un permis de conduire (que ce soit cyclomoteur, moto, voiture ou professionnel) préfèrent la bicyclette à la trottinette,.